# NEXT-STYLE
NEXT-STYLE（ネクストスタイル）は、日本の男性ヴォーカルグループ。キャリー直人・HARASHIN・Ko-chang・DJみっちゃん. の４人で構成 される日本の音楽グループ。通称はネクスタ。レーベルはワーナーミュージック・ジャパン。

## メンバー
- キャリー直人（4月25日-東京出身）Vo ※リーダー
- HARASHIN（7月8日-愛知出身）Vo
- Ko-chang（7月25日-神奈川県出身）Rap
- DJ みっちゃん.(8月6日-埼玉県出身）DJ

## 来歴
2003年10月 　　EXILEが所属する事務所LDH (芸能プロダクション)が運営するスクールEXPG。そのスクール内で開催されたボーカル選考オーディションにて参加者300人の中から選出され講師の指示により3人でNEXT-STYLEの全身グループ゜"NEXT"を結成。名前の由来は次の時代、新しい時代のユニットとなりたいと言う思いから命名（後付け）
2005年1月　　【Y☆C feat NEXT】として発表したオリジナル曲『Good Luck』が山梨新春番組エンディングテーマ曲に採用される
2006年3月　　 ＦＭ横浜 YOKOHAMA MUSIC AWARD第18期グランプリ決定戦　1月マンスリー ベストアーティスト受賞
2009年1月　　グループ名を"NEXT"から"NEXT-STYLE"に改名
2011年11月　 1stシングル「未来へ」が千葉テレビ『ハピはぴモーニング～ハピモ～』 のエンディングテーマに起用
2012年4月　　第2回カラオケの鉄人杯優勝
2012年7月23日、ワーナーミュージック・ジャパンより配信限定シングル「I say again」でメジャーデビュー。
2012年10月　　「未来へ」が映像コンテンツポータルサイト「NIKKEI CHANNEL」『佐藤貴紀のペットなんでも相談室』のエンディングテーマに起用
2013年1月23日、ワーナーミュージック・ジャパンより第二弾配信シングル「movin' on」リリース。
2013年5月11日　　DJみっちゃん. 正式加入。

## ディスコグラフィ

### インディーズ
- NEXT-STYLE 1st シングル【未来へ】（千葉テレビ放送『ハピはぴモーニング～ハピモ～』2011年11月エンディングテーマ）

以下、メジャーデビュー後のレーベルはワーナーミュージック・ジャパン。

### 配信シングル
- I say again（2012年7月23日）
- movin' on（2013年1月23日）